# Austropyrgus elongatus
Austropyrgus elongatus е вид коремоного от семейство Hydrobiidae.

## Разпространение
Видът е разпространен в Австралия (Тасмания).